# Římskokatolická farnost Řehlovice
Římskokatolická farnost Řehlovice (něm. Gross Tschochau) je církevní správní jednotka sdružující římské katolíky na území obce Řehlovice a v jejím okolí. Organizačně spadá do ústeckého vikariátu, který je jedním z 10 vikariátů litoměřické diecéze.

## Historie farnosti
Již v roce 1384 byla ve farní lokalitě plebánie. Fara byla kanonicky obnovena asi v roce 1628. Matriky jsou vedeny od roku 1672.

### Duchovní správci vedoucí farnost
Začátek působnosti jmenovaného v duchovní správě farnosti od:
- 1364 Ioannes
- 1366 Conradus Sworców z Míšně
- 1375 Marcus
  - Henzlin
- 1386 Paulus aus Sutom, † 1391
- 1391 Petr z Ředhoště
- 1393 Ioannes, † 1405
- 1405 Thomas ze Svinčan
- 1411 Guilielmus aus Kulm
- 1411 Georgius
- 1422 Ioann. aus Schwaden
- 1628 Fridericus Dörffel
- 1648 P. Max
- 1650 Paul. Damian. Fink
- 1651 Georg. Grab
- 1654 Jac. Ernest. Lock
- 1657 Math. Franc. Kaiser
- 1662 Steph. Franc. Freisleben
- 1671 Sebest. Barth. Werner
- 1672 Ioann. Ign. Peschka
- 1699 Franc. Bernard. Götzl
- 1705 Ioann. Jos. Vogl
- 1716 Ioann. Thom. Adalb. Berghauer, n. 1683, † 22. 3. 1760
- 1753 Ioann. Guil. Illgner
- 1761 Franc. Richter
- 1768 Aug. Dietl, † 1802
- 1801 Ioann. Hüttel, † 26. 5. 1816
- 1816 par. vacat
- 1816 Ioann. Franz, n. 3. 7. 1771 Leitmeritz, o. 20. 2. 1794
- 1829 Franc. Kaufold, n. 25. 8. 1797 Planá, o. 12. 8. 1821
- 1852 Dominic. Weselý, n. 16. 7. 1805 Vlašim, o. 25. 7. 1833, † 28. 9. 1878
- 1879 Ioann. Rosner, n. 24. 12. 1841 Skupsch., o. 31. 7. 1867
- 1884 Jos. Bertig, n. 25. 9. 1845 Königswald, o. 20. 7. 1869, † 13. 2. 1929
- 1894 Fried. Holoubek, n. 4. 3. 1840 Boehm. Kamnitz, o. 29. 7. 1863 , † 23. 7. 1907
- 1907 Guilielm. Láš n. 27. 5. 1862 Chvalkovice, o. 17. 5. 1885, † 7. 5. 1942
- 1938 par. vacat, admin. excurr. Jos. Luse
- 3. 7. 1938 Ferdinand. Kraupner, n. 25. 4. 1878 Jevíčko, o. 13. 7. 1902
- 3. 12. 1938 par. vacat, admin. excurr. Fried. Kostial
- 1. 2. 1940 par. vacat, admin. excurr. Josef Augst
- 1. 8. 1942 par. vacat, admin. Siegfr. Budniok OMI
- 6. 9. 1946 Frideric. Kostial
- 27. 11. 1946 Franc. Ulrich
- 19. 1. 1954 Bohuslav Skácel
- 19. 1. 1954 Vlastimil Punčochář
- 1. 3. 1955 František Appl
- 19. 3. 1959 František Kolář
- 1. 8. 1961 Benno Rössler
- 15. 3. 1965 + Karel Otčenášek
- 1. 5. 1968 Josef Pynta
- 17. 10. 1968 Vojtěch Fuglík
- 15. 10. 1973 + Karel Otčenášek
- 1. 2. 1990 Jan Bečvář
- 1. 10. 1990 Karel Valentin Laburda O. P.
- 1. 1. 1993 Antonín Sporer
- 1. 7. 1999 Pavel Jančík
- 1. 7. 2001 Jiří Voleský, admin. exc. z Trmic
- 15. 7. 2025 Pavel Ajchler, admin. exc. z Trmic[2]

Kromě kněží stojících v čele farnosti, působili ve farnosti v průběhu její historie i jiní kněží. Většinou pracovali jako farní vikáři, kaplani, katecheté, výpomocní duchovní aj.

## Území farnosti
Do farnosti náleží území těchto obcí:
- Řehlovice (Gross Tschochau[p 2])
- Brozánky (Prosanken[p 2])
- Habří (Haberzie[p 2])
- Hliňany (Hlinai[p 2])
- Stadice (Staditz[p 2])
- Žichlice (Schichlitz[p 2])

## Římskokatolické sakrální stavby a místa kultu na území farnosti
| | Fotografie | Stavba                     | Místo                           | Bohoslužby                                                         | Zeměpisné souřadnice             | Status                                              | Číslo kulturní památky                       |
| Kostely | Kostely    | Kostely                    | Kostely                         | Kostely                                                            | Kostely                          | Kostely                                             | Kostely                                      |
| --- | ---------- | -------------------------- | ------------------------------- | ------------------------------------------------------------------ | -------------------------------- | --------------------------------------------------- | -------------------------------------------- |
| 1. |            | Kostel Nejsvětější Trojice | Řehlovice                       | bližší informace o bohoslužbách                                    | 50°36′26″ s. š., 13°57′13″ v. d. | farní kostel                                        | 44009/5-5295 (Pk•MIS•Sez•Obr•WD) (Q24045332) |
| 2. |            | Kostel sv. Václava         | Brozánky                        | bližší informace o bohoslužbách                                    | 50°36′28″ s. š., 13°56′12″ v. d. | filiální kostel                                     | 43572/5-238 (Pk•MIS•Sez•Obr•WD) (Q25455095)  |
| Kaple |            |                            |                                 |                                                                    |                                  |                                                     |                                              |
| 3. |            | Kaple Nejsvětější Trojice  | Habří                           | bližší informace o bohoslužbách                                    | 50°37′16″ s. š., 13°56′43″ v. d. | kaple                                               | —                                            |
| 4. |            | Kaple Nejsvětější Trojice  | původně Žichlice, nyní Zubrnice | nelze v místě sloužit bližší informaci o bohoslužbách v Zubrnicích |                                  | kaple byla přesunuta do zubrnického muzea v přírodě | —                                            |
| Některé drobné sakrální stavby a pamětihodnosti lze dohledat zde v databázi Drobné sakrální památky Zaniklé sakrální stavby lze dohledat zde v databázi Poškozené a zničené kostely, kaple a synagogy v České republice |            |                            |                                 |                                                                    |                                  |                                                     |                                              |

Ve farnosti se mohou nacházet i další drobné sakrální stavby, místa římskokatolického kultu a pamětihodnosti, které neobsahuje tato tabulka.

## Příslušnost k farnímu obvodu
Z důvodu efektivity duchovní správy byl vytvořen farní obvod (kolatura) farnosti Trmice, jehož součástí je i farnost Řehlovice, která je tak spravována excurrendo.